# Casa de les Punxes
La Casa Terradas, conocida popularmente como Casa de les Punxes —Casa de los Pinchos, en catalán— es un edificio diseñado por el arquitecto modernista Josep Puig i Cadafalch. Se encuentra situada en la avenida Diagonal de la ciudad de Barcelona (España).

## Introducción
Diseñada por el arquitecto modernista Josep Puig i Cadafalch, la Casa Terradas está situada entre las calles de Rosellón, Bruc y la avenida Diagonal, en el Ensanche de Barcelona.
En 1905, Bartomeu Terradas Brutau encargó a Josep Puig i Cadafalch el diseño de una casa para cada una de sus tres hijas, Àngela, Josefa y Rosa. El resultado fue un edificio que recordaba a los antiguos castillos medievales, con elementos de diferentes corrientes arquitectónicas y diversas innovaciones técnicas, con seis torres puntiagudas (coronadas por agujas de forma cónica), uno de sus rasgos distintivos y el que le dio el nombre popular de Casa de les Punxes.
Este espectacular edificio es uno de los más emblemáticos de Barcelona, a la vez que es clave para entender el movimiento del modernismo catalán. En 1975 fue declarado monumento histórico nacional, y actualmente es de propiedad privada, con espacio para diferentes oficinas.
El interior de uno de los edificios fue rehabilitado en 2016. El proyecto estuvo a cargo del arquitecto Jaume Falguera. Posteriormente albergó un museo entre 2016 y 2020 que estuvo abierto al público para difundir la obra y la figura de su arquitecto. Este patrimonio siempre ha sido un punto de interés turístico gracias a su fachada y a que se encuentra ubicado entre otros focos turísticos de la ciudad, como la Pedrera o la Sagrada Familia.
En julio de 2021, la empresa Cloudworks inauguró un espacio de coworking y eventos llamado Casa Les Punxes, ocupando 1.500m² del edificio, incluyendo la totalidad de la terraza dedicada a eventos y reuniones.

## Historia

### La familia Terradas Brutau
Bartomeu Terradas i Mont, nacido en Figueras en 1846 y fallecido en Barcelona el 17 de diciembre de 1901, fue un reconocido industrial textil casado con la sabadellense Àngela Brutau, hija de Bonaventura Brutau Estop, uno de los primeros empresarios textiles catalanes, con quien tuvo cuatro hijos: Rosa, Bartomeu, Josefa y Àngela.
Bartomeu Terradas i Mont, a pesar de dejar al hijo como heredero, no olvidó el bienestar de las mujeres de la familia y dejó una pequeña fortuna monetaria que se repartió entre las tres hijas y su esposa. Gracias a una parte de esta herencia se financió la construcción de un edificio para las tres hermanas; unas obras gestionadas por el hermano, quien encargó el proyecto a un amigo suyo, el arquitecto Puig i Cadafalch con el que coincidía en ideas tan actuales como dar una visión centroeuropea a las tres casas que, en conjunto, forman la Casa Terradas.
A finales de 1903, Josep Puig i Cadafalch se encontró con el encargo de diseñar una casa para cada una de las hermanas Terradas Brutau en el terreno situado entre las calles de Rosellón, avenida Diagonal y Bruc. Se trataba de un solar atípico, de forma irregular, fruto del reciente urbanizado Ensanche de Barcelona.

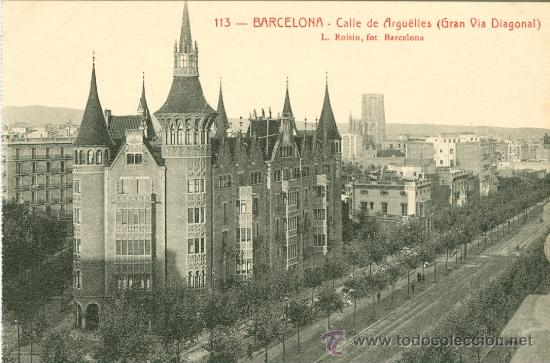
Casa Terradas antaño

El arquitecto realizó un interesante proyecto de aires medievales, en el que consigue unificar a la perfección los tres edificios de pisos que, aparentemente, parecen una sola casa, un solo bloque constructivo.
La casa debía construirse en un solar triangular, lo que no impidió a Puig i Cadafalch respetar los chaflanes de las calles diseñados por el mismo Cerdà. Aun así, no dudó en romper con las normas establecidas por el clasicismo imperante en ese momento y diseñó un gran edificio inspirado en el castillo de Neuschwanstein, en Baviera (Alemania), con seis esquinas, que coinciden con las intersecciones de las tres calles, y con la fachada principal de la casa en la esquina de la calle de Rosellón con la avenida Diagonal.

## El edificio
La casa se construyó en 1905 por encargo de las hermanas Terrades que querían unificar tres inmuebles de su propiedad. Puig i Cadafalch proyectó un edificio de aspecto medieval, con elementos que recuerdan a la arquitectura gótica 
europea. 

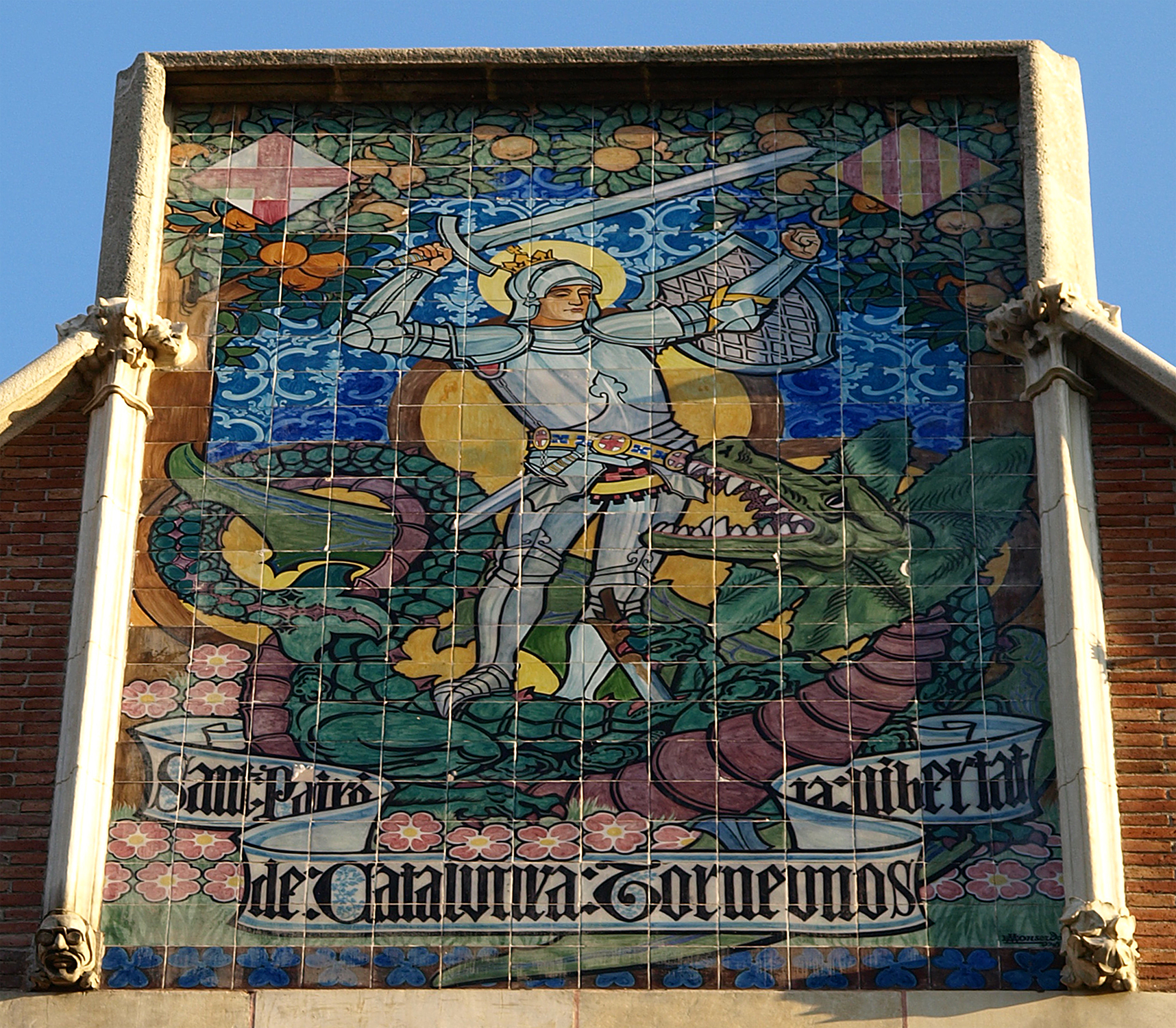
Plafón de Sant Jordi.

Una de las características de este edificio son sus seis torres, coronadas por sendas agujas de forma cónica, lo que le dio el nombre popular de casa de les punxes (en idioma catalán, punxes significa pinchos).
Para la construcción de la fachada se utilizó el ladrillo. En ella pueden verse algunos plafones decorativos; uno de ellos, en el que aparece San Jorge, tiene escrita la siguiente leyenda: Sant Patró de Catalunya, torneu-nos la llibertat ("Santo Patrón de Cataluña, devuélvenos la libertad"). La decoración en piedra con dibujos florales de tribunas y balcones es plenamente modernista. El tejado es a doble vertiente. 

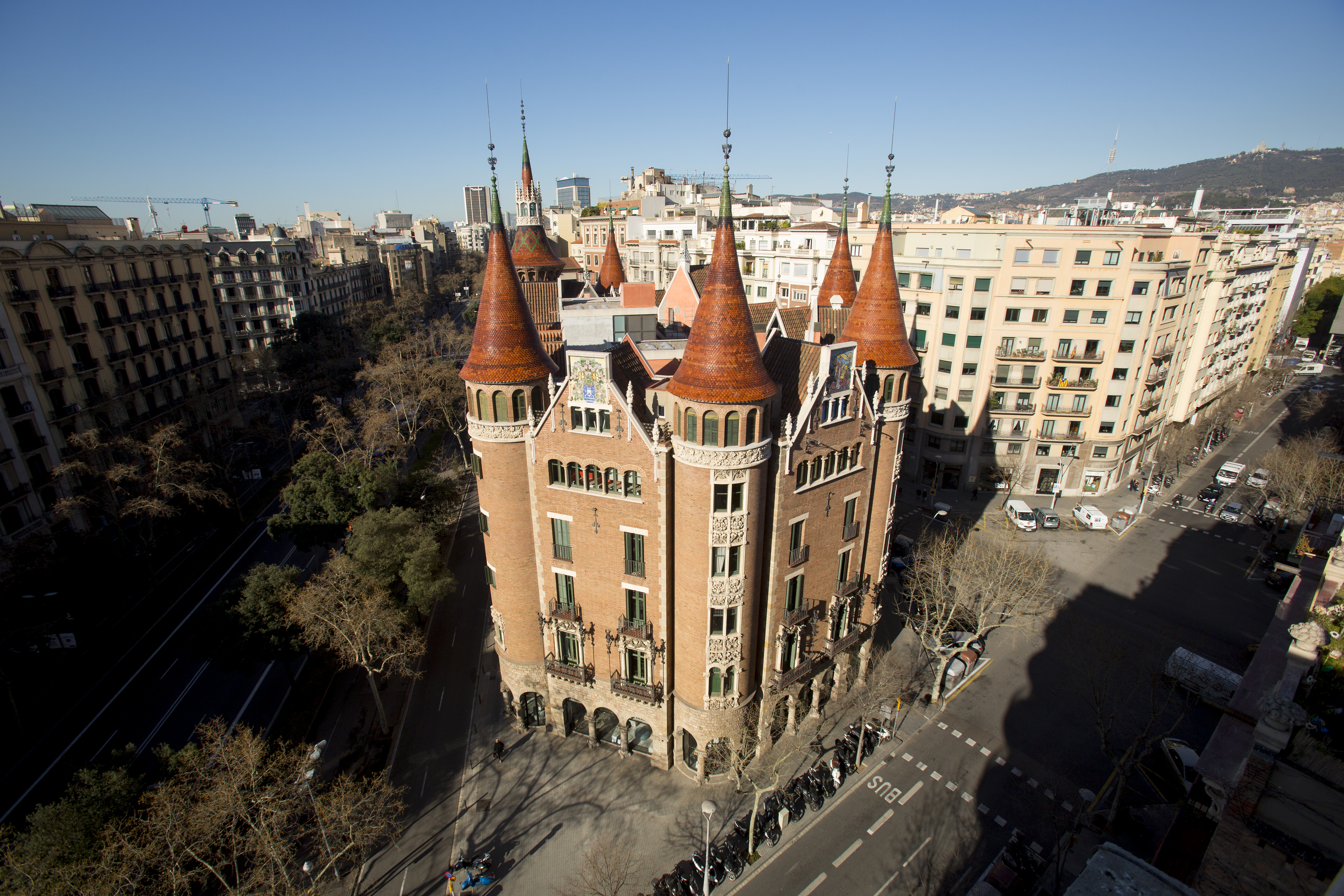
Casa de les Punxes actual

En 1976 fue declarada Monumento Histórico Nacional. En 1980 se realizó una reforma completa del edificio. De propiedad privada, el interior de la casa podía ser visitado en el museo homónimo que albergaba hasta 2020.

## Descripción

### Fachada

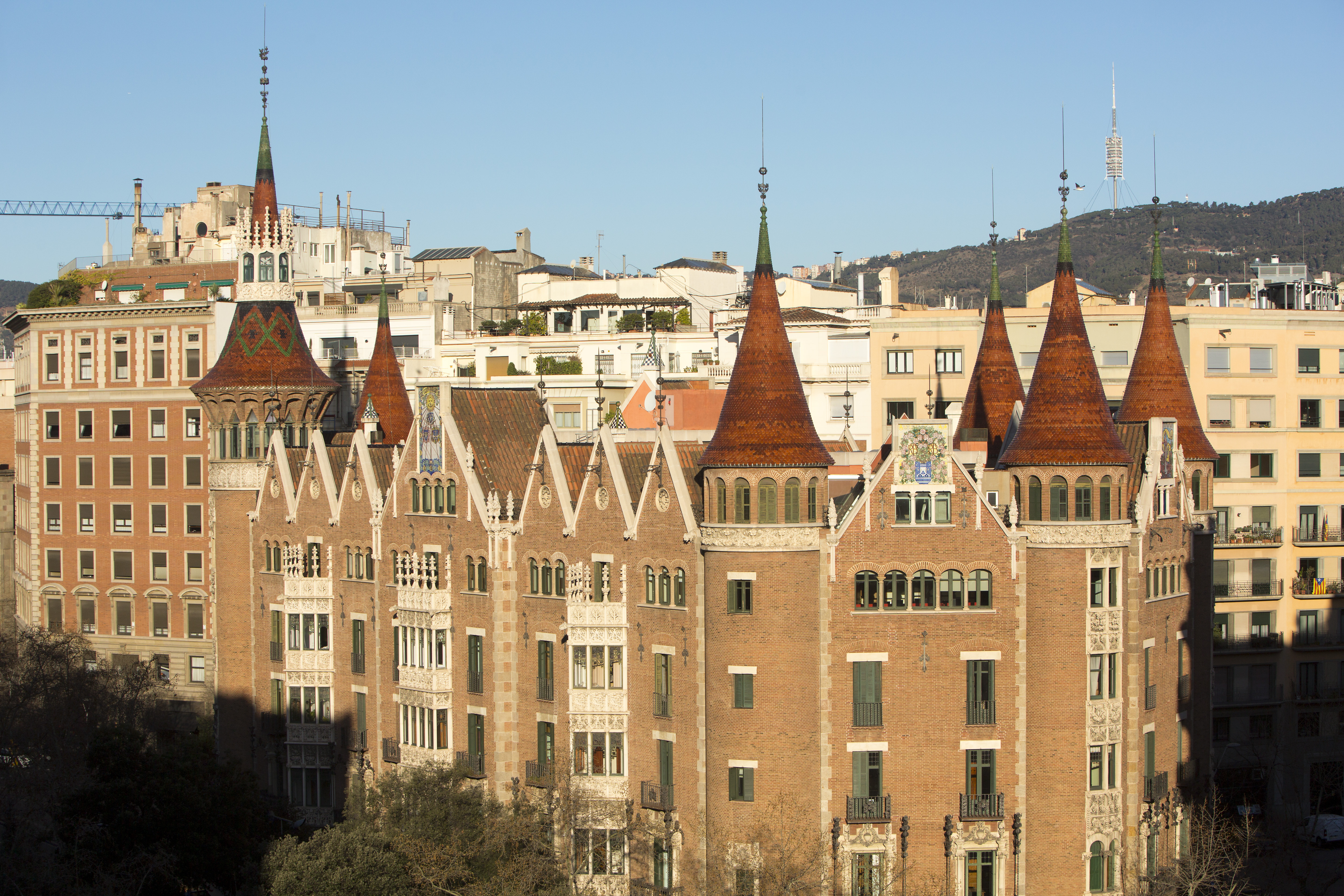
Fachada de la Casa Terradas

#### Decoración y ornamentación de la casa Terradas
La voluntad del arquitecto era que estructuralmente pareciera un único conjunto arquitectónico, pero incluyó también rasgos característicos de cada una de las propietarias, hecho que indicaba a quien pertenecía cada casa.
Por ejemplo, en la fachada de la esquina de la calle de Rosselló con la avenida Diagonal, la que pertenece al número 420 de la Diagonal, hay un interesante panel escultórico —obra de Enric Monserdà i Vidal— en el que se representa un ángel, figura que alude claramente a la propietaria de este edificio, la hermana Àngela Terradas. El dibujo preparatorio realizado por Monserdà se encuentra en el archivo de la Real Academia Catalana de Bellas Artes de Sant Jordi de Barcelona. En la filacteria que despliega el ángel, leemos en letras góticas: «Esta obra fue terminada en MCMV».
Otros detalles decorativos que nos remiten a esta propiedad, los encontramos en los anagramas que, distribuidos como si fueran una cenefa, rodean la base de la torre principal de la casa. En el anagrama se repiten las letras ATB, en referencia a Àngela Terradas Brutau.

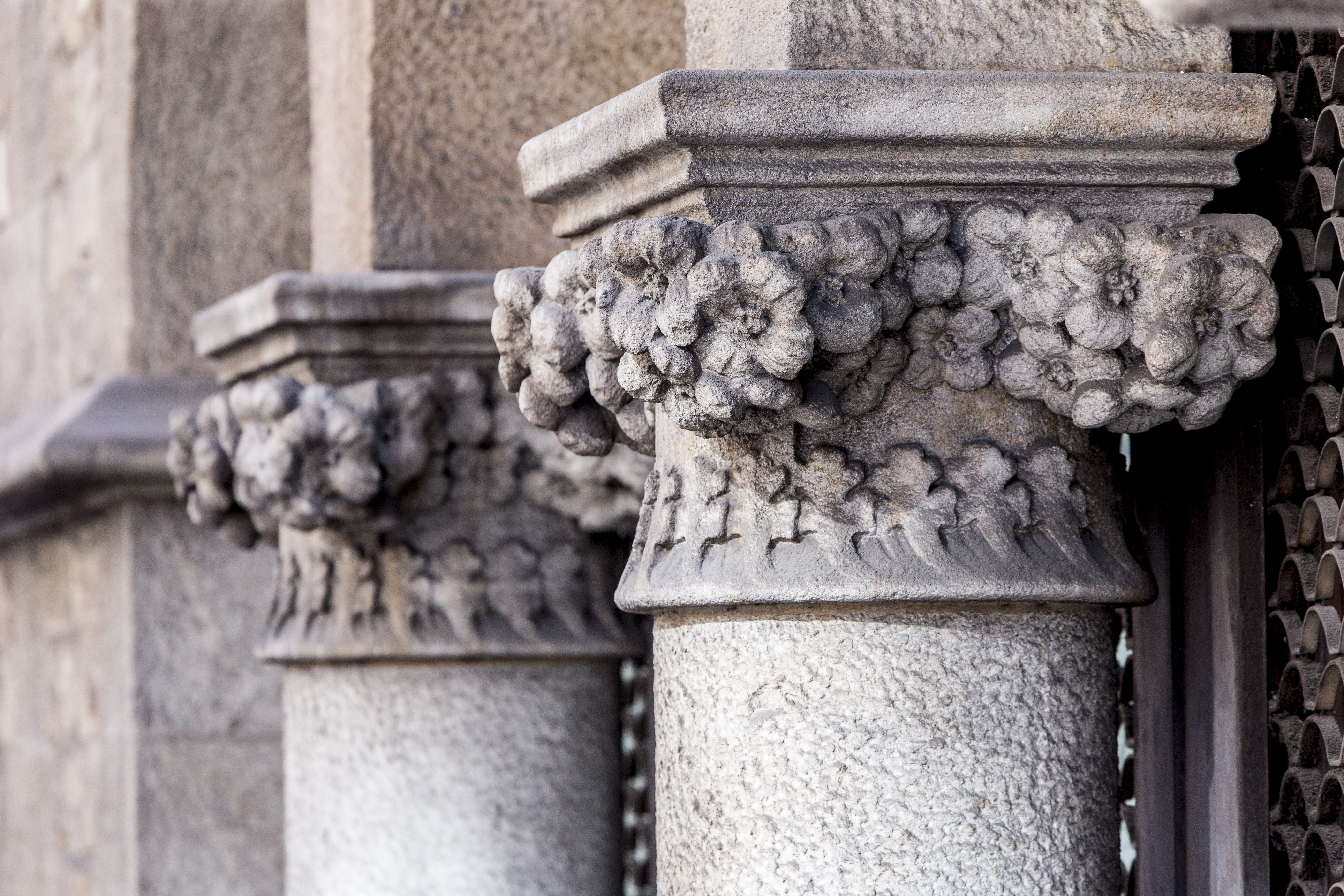
Decoración floral

En esta casa, aunque la decoración floral es un elemento recurrente, destaca la elección del trébol tanto en algunos de los relieves de piedra que decoran la fachada como en los dibujos de las vidrieras emplomadas de los balcones.
En el número 418 de la avenida Diagonal, hay un panel cerámico —obra también de Monserdà— en el que se representan, a la vez,  un reloj de sol y un calendario. A los números romanos se añaden las representaciones de los cuatro signos del zodíaco asociados a las cuatro estaciones del año:
Capricornio (invierno), con unos cuernos que simbolizan la caza; Aries (primavera), rodeado de flores; Libra (otoño), con las uvas, y Cáncer (verano), dentro del agua. En una filacteria en la parte superior del reloj está escrito: «Numquam te crastina fallet hora», una frase extraída del «Libro I» de Las Geórgicas, de Virgilio, que significa, 'nunca serás fallido por la hora incierta del día siguiente'.
Esta finca era la de Josefa Terradas, de quien podemos encontrar referencias en los pináculos decorativos de piedra artificial, en los que se representa la vara florida de san José, con una inscripción en piedra con letras góticas.
La finca de Josefa iba de la Diagonal a la calle de Rosellón, en cuya fachada posterior podemos encontrar otro panel cerámico dibujado por el mismo Monserdà, donde se representa a san Jorge matando al dragón y puede leerse: «Santo Patrón de Cataluña devolvednos la libertad».
Justo en el marco de este panel, en una situación estratégica por el significado que la figura de san Jorge podía representar, encontramos esculpida una cara que nos resulta familiar. La figura masculina, con gafas redondas, importantes entradas en el pelo y labios carnosos, representa al gran autor del proyecto, el arquitecto Josep Puig i Cadafalch.

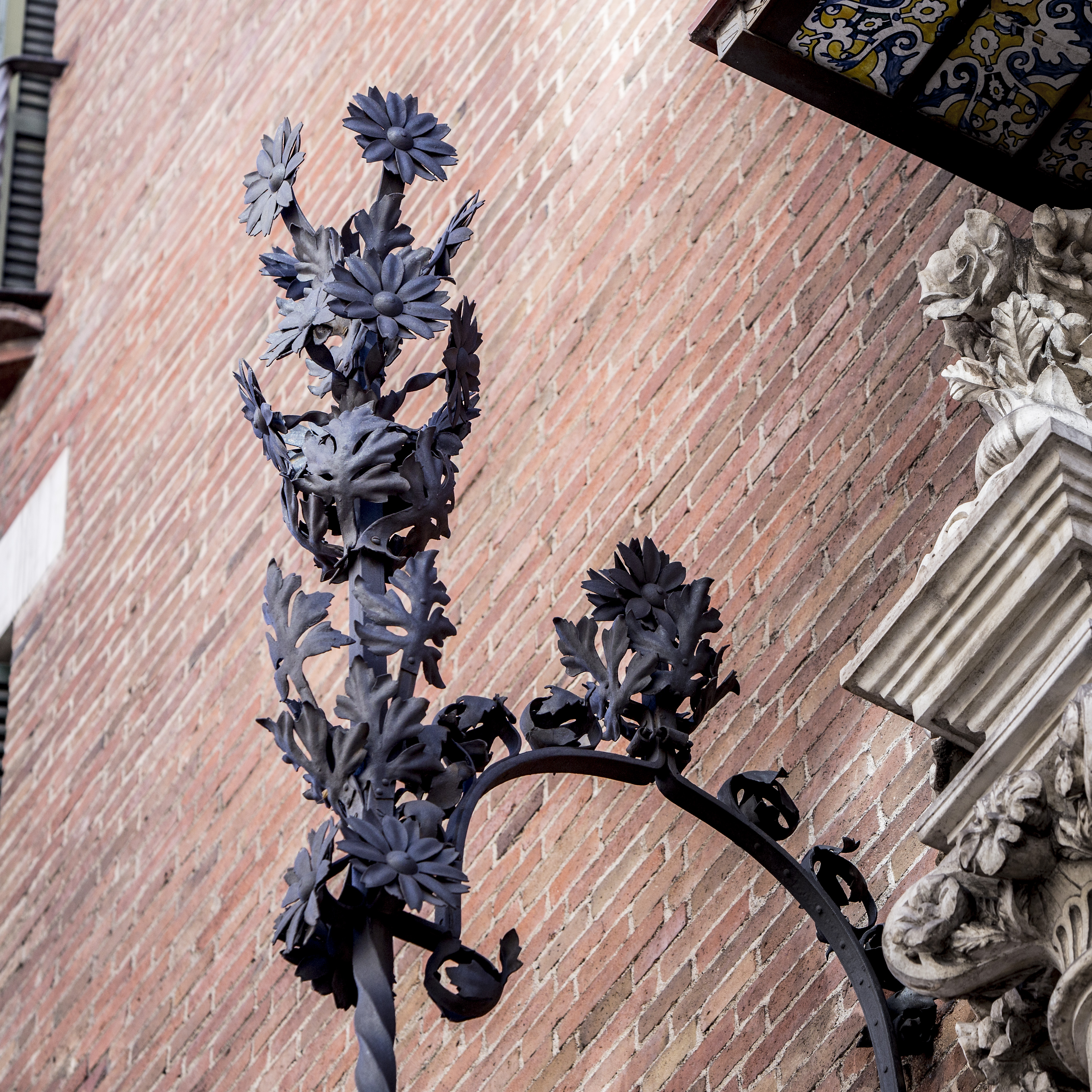
Ornamento hierro

En las fachadas de la avenida Diagonal con Bruc y la de la calle Bruc, encontramos dos paneles cerámicos más. En uno se representa un jarrón lleno de rosas, con las iniciales RTB, y en el otro, la figura de una chica rodeada de rosas. Esta finca era la de la hermana Rosa Terradas Brutau.
El simbolismo de la Casa Terradas
En todos los elementos simbólicos de la Casa Terradas encontramos otras representaciones, tanto en las esculturas como en el trabajo de forja o de vidrio, en las que podemos llevar a cabo una lectura simbólica, ya sea religiosa o mitológica.
A lo largo de las diversas fachadas que componen la casa, están representadas figuras masculinas, algunas, con cuernos; otras, con fisonomías más particulares.
También, elementos varios, como nudos marineros. Los elementos vegetales son los más recurrentes: frutas, como manzanas o granadas, así como margaritas, rosas o tréboles.

### Utilización innovadora de las estructuras de hierro
Puig i Cadafalch decidió romper con la tradición constructiva que dominaba hasta ese momento. Optó por eliminar en la planta baja los tradicionales muros de carga y los sustituyó por pilares de fundición y jácenas metálicas, lo que permitió dotar de una sensación diáfana al espacio de la planta baja (unos locales destinados al alquiler comercial) y de una distribución totalmente libre, desvinculada del fuerte condicionante que suponen los muros de carga.

### La Casa Terradas después de los Terradas Brutau
Dado que las tres propietarias de la casa Terradas murieron sin dejar descendencia, el edificio pasó a manos de su hermano y único heredero, Bartomeu Terradas Brutau.
En 1975, el edificio fue declarado monumento histórico nacional y, en 1976, bien cultural de interés nacional.
En 1991, cuando La Caixa entra como accionista de Colonial, el edificio pasa a formar parte de la cartera de la inmobiliaria y con un proyecto de restauración integral del edificio, tanto interior como exterior. Con los años siguieron estos trabajos, hasta una restauración integral a cargo de los arquitectos Francesc Xavier Asarta y Albert Pla, obras que se prolongaron hasta 2003. Las obras que se realizaron durante 2004 fueron reconocidas por el Urban Land Institute Europe Excellence Award como una de las cinco mejores intervenciones en patrimonio europeo.
Actualmente, la casa es de propiedad privada y puede visitarse desde 2016.

## Los artesanos de la Casa Terradas

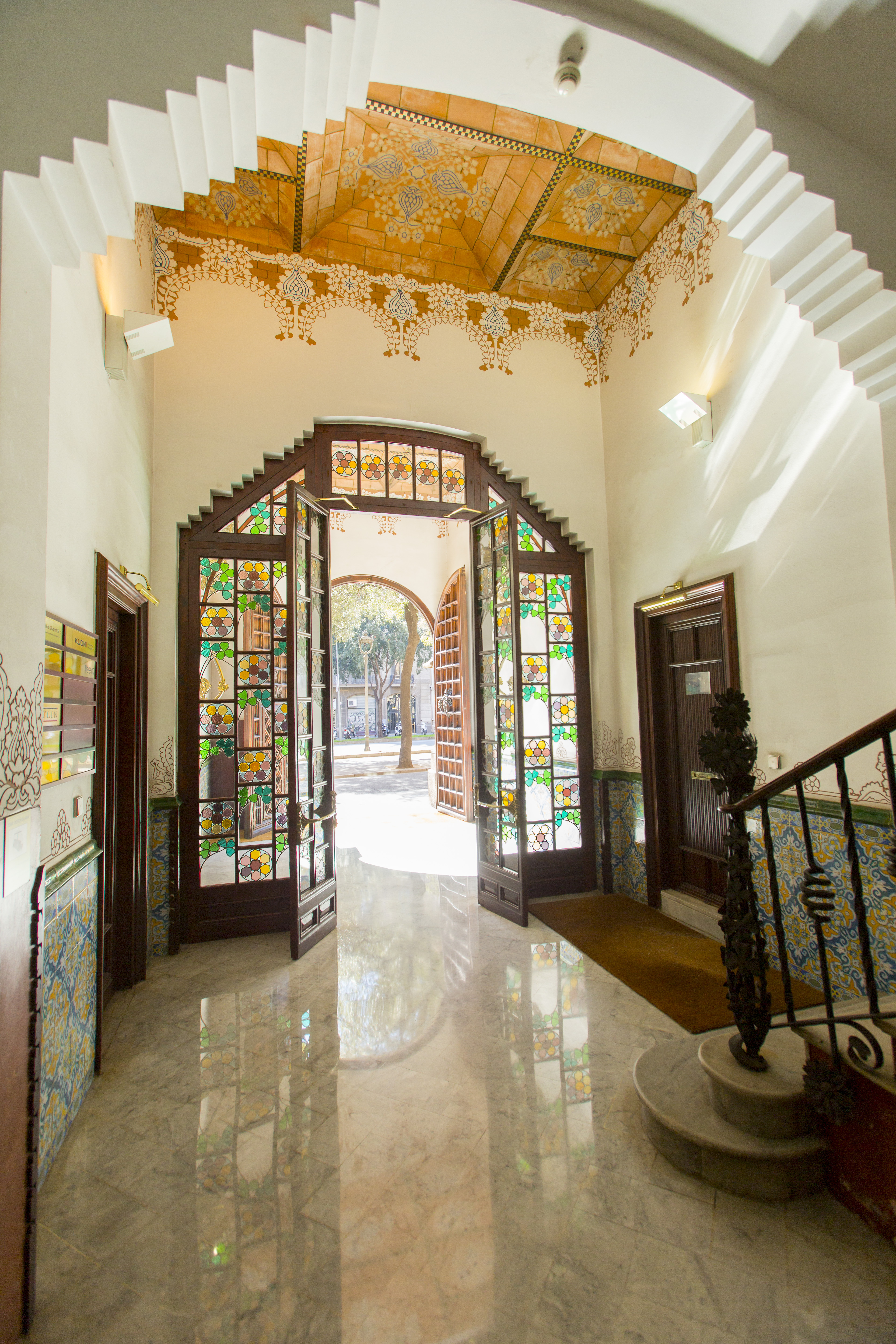
Vidrieras interior

### Enrique Monserdà(1850-1926)
La intervención de Enric Monserdà i Vidal en la Casa Terradas de Barcelona fue muy importante. Podemos decir que, junto con Puig i Cadafalch, Monserdà fue el gran ideólogo de la casa.
Justo terminada la construcción de la primera de las tres casas, la de la esquina de la avenida Diagonal con Rosellón, Monserdà instaló su estudio-taller en una de las puntas redondas de la Casa Terradas.
Así, pues, son diseños suyos los elementos decorativos de piedra artificial que llenan la fachada, los paneles cerámicos de san Jorge, del ángel y de las rosas, y el diseño de las vidrieras y los elementos de hierro artificial. También fue Monserdà el diseñador de gran parte del mobiliario para los pisos de la familia Terradas, así como del oratorio neogótico de la casa, con su hermoso retablo.

### Alfons Juyol i Bach (Barcelona 1860-1917)

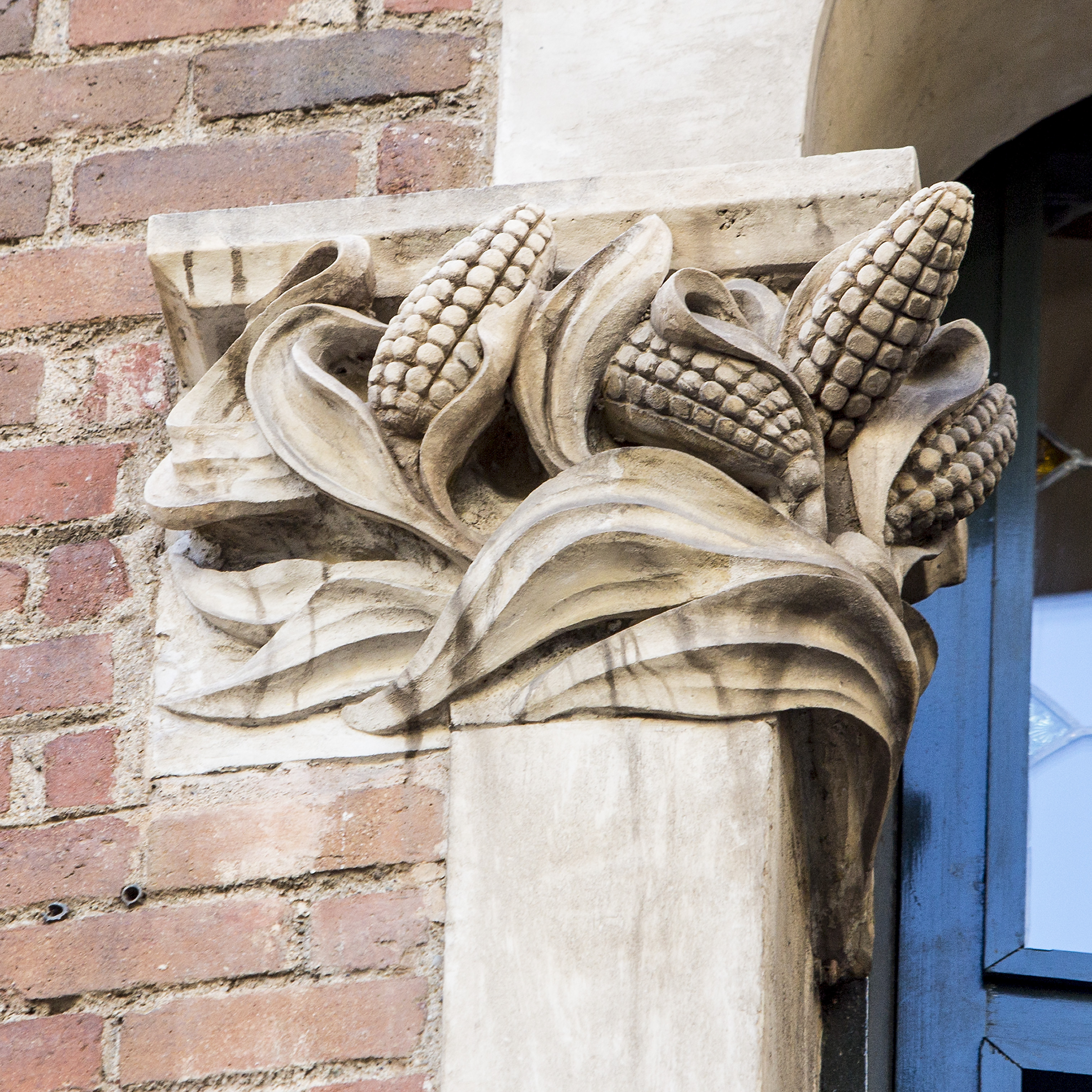
Detalle artesanal piedra

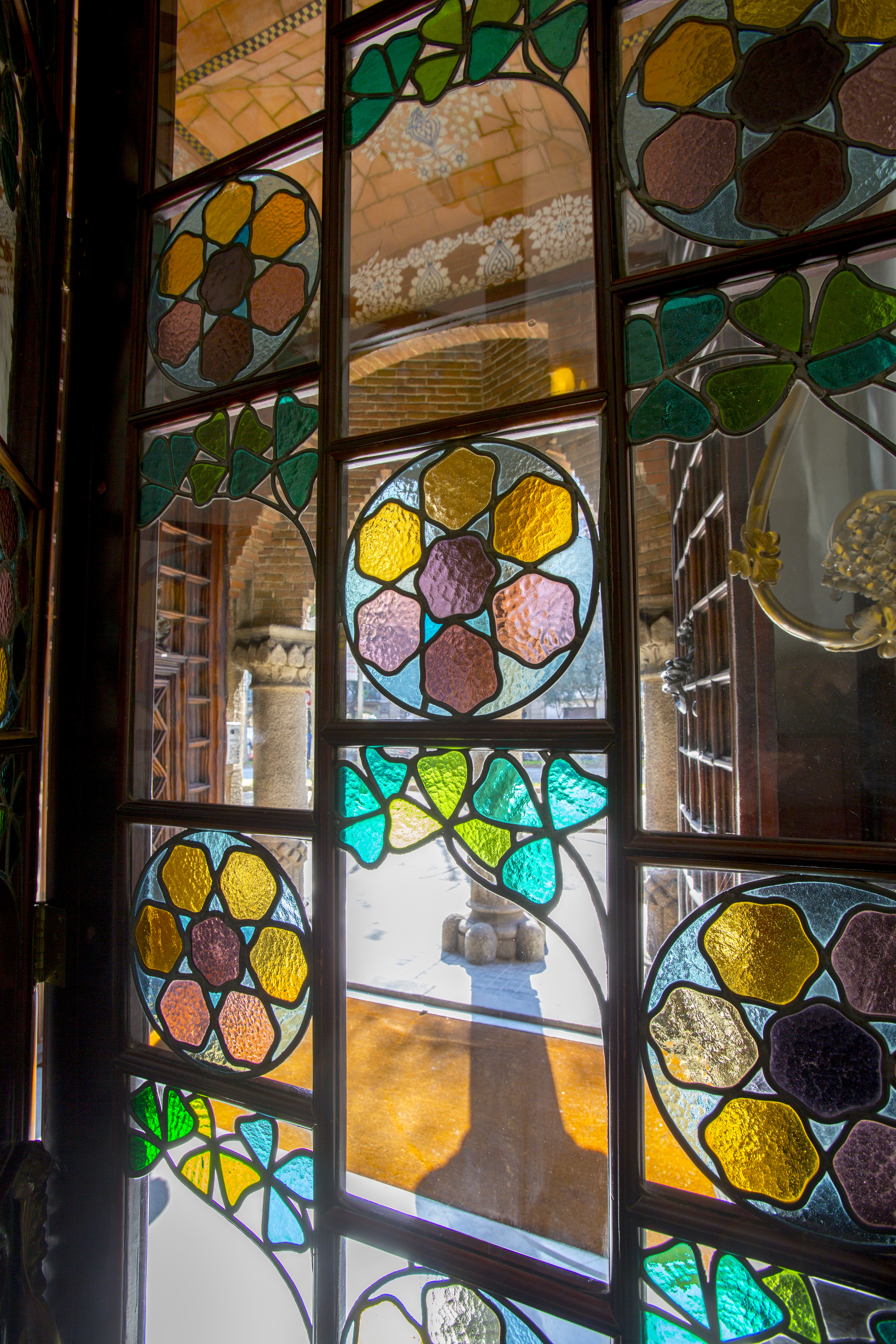
Vidriera detalle interior

Alfons Juyol i Bach fue un escultor catalán especialista en la decoración de elementos arquitectónicos. Estudió en la Llotja, donde fue distinguido con un premio en dibujo. Cuando terminó su formación y junto con su hermano Josep, a finales de abril de 1900 abrió un taller de cortar piedra y escultura en la calle de Muntaner, 31, de Barcelona, llamado Hermanos Juyol que en poco tiempo adquiriría un merecido prestigio.
Fue un artista versátil que colaboró con arquitectos, escultores, fundidores, forjadores y carpinteros. Era un perfeccionista, lo que le llevaba a repasar los modelos de cera antes de enviarlos a la fundición, o a realizar maquetas de las decoraciones de las fachadas de los edificios que le encargaban.

### Taller Amigó
El taller de vidrieras más importante de Barcelona era el de Amigó y Cia, situado en la calle de la Tapineria de Barcelona. Eudald Ramon Amigó i Dou (Barcelona, 1818-1885), pintor de vidrio, fue un gran artista vidriero y realizó trabajos importantísimos. Por ejemplo, colaboró con el arquitecto Joan Martorell en la restauración de los vitrales góticos de la iglesia de Santa María del Mar y la Universidad de Barcelona, entre muchos otros.
En la Casa Terradas hay varios ejemplos de trabajos en vidrio: destacan las vidrieras emplomadas de las puertas de entrada de cada uno de los tres edificios de pisos, con
el motivo vegetal de hojas y flores, ejecutadas con vidrio texturado y en diversas tonalidades cromáticas. A la función de filtrar la luz, se le añade la intención de establecer una línea de continuidad con el medio natural exterior.

### Manuel Ballarín i Lancuentra (Aragón, 1863-Biescas, Huesca, 1915)
Manuel Ballarín i Lancuentra fue uno de los principales artistas forjadores que trabajaron durante la época modernista. Colaboró con los principales arquitectos catalanes del momento.
En 1900, Casa Ballarín modernizó y popularizó el sector de la forja, e incorporó la producción mecanizada de piezas seriadas, que se presentaban en un catálogo, y que redujo mucho el precio de venta.

## Rehabilitación de 2016
El arquitecto Jaume Falguera, encargado de esta labor, busca realzar la obra de Josep Puig i Cadafalch. El objetivo de este proceso de rehabilitación es recuperar la esencia del edificio modernista y la figura de Puig y Cadafalch.
En la planta baja, tras eliminar paredes medianeras y falsos techos, el espacio diáfano resultante revaloriza las columnas originales que el arquitecto introdujo en sustitución de las paredes de carga, una de las aportaciones más destacadas de la época.

### Tres plantas
Las obras de rehabilitación que se están realizando en el edificio que ocupa el número 420, situado en la esquina entre la avenida Diagonal y la calle Rosellón, se están llevando a cabo en la planta baja, el piso principal y la azotea. Uno de los principales cambios será la incorporación de un ascensor que comunicará estos tres pisos.
En la planta baja se harán unas obras de limpieza, para recuperar la esencia y las características principales del edificio original que proyectó Puig i Cadafalch. De este modo, eliminando el falso techo y las diferentes paredes que se habían añadido en las últimas reformas, se quiere recuperar el espacio como zona diáfana. Así volverán a ganar protagonismo las diversas columnas que colocó el arquitecto original y que fueron una de las innovaciones más importantes de la época.
En ese momento, toda la estructura de base la soportaban los tradicionales muros de carga, pero Puig i Cadafalch los sustituyó por diferentes columnas. Con estas obras de rehabilitación, Falguera dejará un laberinto de columnas en una planta baja que se abrirá en la plaza que tiene delante. Asimismo, al quitar el falso techo, se podrán volver a ver los diferentes detalles y ornamentos que Puig i Cadafalch situó en los diferentes arcos que formaban el techo, que hasta ahora quedaban escondidos. Pues esta es la planta baja de la fachada principal de la Casa Terradas, ya que Puig i Cadafalch la concibió así porque es donde terminan las dos fachadas más largas del edificio. A su vez esta es la mejor perspectiva del edificio desde la intersección del paseo de Gracia con la avenida Diagonal.
Desde esta planta baja, se construirán unas escaleras (junto al nuevo ascensor) que llevarán directamente a la planta principal, que también se está rehabilitando. En este piso también se está recuperando el espacio tal como lo había concebido Puig i Cadafalch, y se están resaltando los balcones triangulares y las diferentes estancias.
Las plantas principales de los tres edificios fueron pensadas como la vivienda de cada una de las propietarias. Una de las novedades que está implantando Falguera es la comunicación entre las diferentes habitaciones, de modo que se cree un circuito entre ellas.

### La azotea
El edificio está coronado por la azotea de la casa, donde se encuentran las seis torres que le conceden el nombre popular de Casa de les Punxes.
La azotea es un espacio diáfano con un superficie de más de 600 m², en cuyos los laterales se sitúan las ya mencionadas torres y las antiguas carboneras. Cabe destacar la torre más grande, situada en la esquina de la avenida Diagonal con la calle de Rosellón, porque contiene tres niveles y ofrece una vista privilegiada de la ciudad.
Es en esta torre donde, también, queda plasmado uno de los grandes avances tecnológicos en el mundo de la arquitectura, una revolución constructiva, en la que el arquitecto lleva a un extremo los avances estructurales: los forjados ya no se apoyan en elementos de soporte vertical, sino que cuelgan mediante tirantes metálicos que funcionan a tracción y que transmiten las cargas de todo el peso a las paredes cerámicas circulares perimetrales, haciéndolas trabajar a compresión. Esta estructura, a pesar de encontrarse en un espacio limitado, es accesible, un hecho importante para poder entender su complejidad constructiva.

## bibliografía
- García Espuche, Albert, El quadrat d'or, centre de la Barcelona modernista, Fundació Caixa de Catalunya, 1990, ISBN 84-404-6934-9
- Alcolea Gil, Santiago. Catalunya-Europa. L’art català dins Europa. Barcelona: editorial Pòrtic, 2003.
- Artigas Coll, Isabel. El Modernisme. Modernismo en Barcelona. Ed. Frechmann Kolón GMBH, 2011
- Bassegoda, Joan; Pladevall, Antoni; Puyol, Carme. L’arquitecte Puig i Cadafalch a Osona: el Casal de Sobrevia, 100 anys. Tarragona: Ll.T.S., 2001
- Elias, Feliu. Enric Monserdà. La seva vida i la seva obra. Barcelona: Imp. Tallers Gràfics de la Casa Provincial de la Caritat, 1927.
- Jardí, Enric. Puig i Cadafalch. Arquitecte, polític i historiador de l’art. Barcelona: Editorial Ariel, 1975.
- Mackay, David. L’arquitectura moderna a Barcelona (1854-1939). Barcelona: Edicions

62, 1989.
- Puig i Cadafalch, Josep. Memòries. Barcelona: Publicacions de  l’Abadia de Montserrat, 2003.
- Roher, Judith; Solà-Morales, Ignasi de (coords.): J. Puig i Cadafalch: l’arquitectura entre la casa i la ciutat. Barcelona: Fundació Caixa de Pensions i Col·legi d’Arquitectes de Catalunya, 1989.

## Ponencias
- Cañellas, Silvia; Gil, Núria. «El taller Amigó: de la tradició al progrés. El

camí cap al vitrall modernista».Congrés Internacional de Modernisme. Barcelona, junio de 2013.

## Publicaciones periódicas
- Amenós, Lluïsa. «Les arts del ferro al servei de l’arquitectura modernista». Butlletí XXV. Barcelona 2011. Reial Acadèmia Catalana de les Belles Arts de Sant Jordi, 2011.
- Artigas Coll, Isabel, «La Casa Terradas, la Casa de les Punxes». octubre del 2014. https://criticartt.blogspot.com/2014/10/puig-i-cadafalch-la-facana-de-la-casa.html?m=1
- Panyella, Joan. «Arquitectes, artistes dibuixants de ferros. Don Josep Puig

i Cadafalch». De l’art de la forja, noviembre de 1918, núm. 6, pp. 81-83.
- Permanyer, Lluís; «Alfons Juyol. Creador de una estirpe». La Vanguardia, 15 de febrero de 1998.
- Ràfols, J.F. «Puig i Cadafalch». Quaderns d’arquitectura i urbanisme, mayo de 1981.
- Romaní, Daniel. «Rellotges a la vista». Barcelona, metròpolis mediterrània, otoño de 2005, núm. 66, pp. 86-92.